# Astichomyiia latiscapus
Astichomyiia latiscapus är en stekelart som beskrevs av Girault 1917. Astichomyiia latiscapus ingår i släktet Astichomyiia och familjen finglanssteklar. Inga underarter finns listade.